# Sneker Sporthal
De Sneker Sporthal, veelal ook als Sneeker Sporthal geschreven, is een sporthal in Sneek.
De sporthal, aan de Van Giffenstraat, wordt voornamelijk gebruikt voor volleybal, basketbal, korfbal en voetbal. Ook RSG Magister Alvinus maakt gebruik van de hal. De Sneker Sporthal is de oudste, nog in gebruik zijnde, sporthal van Sneek.

## Historie
De opening van de Sneker Sporthal was op 26 oktober 1967. Het gebouw heeft in de loop der jaren vele transformaties ondergaan. Een van de grootste vond plaats in de jaren negentig, hierbij is de zaal vergroot. Ook is later nieuwe entree en restaurant toegevoegd.
In 2007 is de sporthal opnieuw volledig gerenoveerd. Op 9 september 2010 brak echter brand uit op het dak van de sporthal tijdens isolatiewerkzaamheden. Drie werklieden raakten gewond, en de brandweer van Sneek had hulp uit Bolsward nodig bij de bluswerkzaamheden. De hal liep grote schade op.

### Bijzonder gebruik
De Sneker Sporthal is onder meer gebruikt voor het afscheid van burgemeester Ludolf Rasterhoff in 1970. In onder meer 1986 was de zaal het toneel van de prijsuitreiking van het SKS Skutsjesilen. Tegenwoordig speelt VC Sneek haar wedstrijden hier in de hoogste volleybalcompetitie: de DELA League.

## Voorzieningen
Het gebouw heeft een restaurant, een vaste tribune, diverse verplaatsbare tribunes, twee sportzalen, twaalf kleedlokalen en een vip- en sponsorruimte.